# آی‌کی
آی‌کی (انگلیسی: IK) شرکت سرمایه‌گذاری بریتانیایی است، که در سال ۱۹۸۹ تأسیس شد.